# Anschluss
Anschluss (nemško: [ˈʔanʃlʊs], tudi Anschluß ali poslovenjeno anšlus) je nemški izraz za aneksijo Avstrije Tretjemu rajhu 13. marca 1938. 
Zamisel o združeni Avstriji in Nemčiji (ter tako »Veliki Nemčiji«) se je porodila po združitvi Nemčije leta 1871, po kateri so iz prusko prevladujoče države izključili Avstrijo in nemške Avstrijce. Po porazu v prvi svetovni vojni in razpadu Avstro-Ogrske je nova Nemško-avstrijska republika poskušala obnoviti vezi z Nemško republiko, vendar sta tako senžermenska kot versajska pogodba zvezo ter nadaljnjo uporabo imena Nemška Avstrija prepovedali, Avstriji pa odvzeli nekatera ozemlja.
Pred izvedbo anšlusa sta tako Nemčija kot Avstrija obe močno podpirali unifikacijo. Po razpadu habsburške monarhije, ki je Avstriji odnesel številna ozemlja in prinesel hudo gospodarsko krizo, se je zamisel o enotni državi zdela privlačna tudi državljanom Avstrije, predvsem pripadnikom politične levice ter sredine. Podpora unifikaciji tako ni bila politična, marveč ekonomska. Podpora ljudstva je sčasoma zbledela, koncpet pa je v avstrijskem političnem diskurzu ostal.
Po letu 1933 in Hitlerjevem vzponu na oblast je bilo mogoče koncept poistovetiti z nacizmom, saj je bil eden izmed sestavnih delov nacističnega koncepta združitev etničnih Nemcev v Veliko Nemčijo, skupno državo vseh Nemcev. Nacistični agenti so v Avstriji gojili pronemške nazore in poskušali spodkopati tedanjo avstrijsko vlado pod vodstvom Avstrofašistične domovinske fronte. Avstrijski nacisti so leta 1934 v državnem udaru ubili tedanjega avstrijskega kanclerja Engelberta Dollfussa, vendar je tedanja avstrijska vlada ostala in državni udar je propadel. Avstrijski nacisti so odšli v Nemčijo, kjer so naprej delovali prounifikacijsko. 
V začetku leta 1938 je avstrijski kancler Kurt Schuschnigg pod aktivističnim pritiskom napovedal referendum za morebitno združitev z Nemčijo namesto suverenosti za 13. marec. Hitler je to prikazal kot nasprotovanje ljudski volji v Avstriji in Nemčiji, zagrozil z invazijo in na skrivaj pritiskal na Schuschnigga, naj odstopi. Dan pred načrtovanim referendumom, 12. marca, je nemška vojska brez odpora prestopila avstrijsko-nemško mejo. 10. aprila je bil izveden plebiscit, na katerem glasovanje ni bilo tajno, za manipulacijo so bile uporabljene grožnje in prisila, kar je povzročilo 99,7-odstotno odobritev anšlusa.